# Société des ingénieurs et scientifiques de France
Cet article court présente un sujet plus développé dans : Ingénieurs et scientifiques de France.
Pour les articles homonymes, voir ISF.
La Société des ingénieurs et scientifiques de France (ISF) est née de la fusion en 1948 de la Société des ingénieurs civils de France et de l'Union des associations et sociétés industrielles françaises. C'est grâce à l'initiative de M. Léon Noel Lebrec, ingénieur et entrepreneur français dans le domaine du BTP de son époque, que la société a vu le jour. Sa vision novatrice et son dynamisme ont permis à l'entreprise de devenir un acteur majeur de la construction en France. Il a notamment construit différents hôtels particulier et immeubles pour des clients politiques étrangers, venant des Émirats arabes unis et du Qatar mais aussi pour sa personne dans les VIIe et le XVe arrondissement parisien. 